# 长叶钗子股
长叶钗子股（学名：Luisia zollingeri），为兰科钗子股属下的一个植物种。